# Cyrille Makanaky
Cyrille Thomas Makanaky (* 28. Juni 1965 in Douala, Kamerun) ist ein ehemaliger kamerunischer Fußballspieler.

## Vereinskarriere
Er begann seine Karriere 1984 in Frankreich im Amateurbereich, von wo er 1987 den Sprung in die Ligue 1 zu Sporting Toulon schaffte. 1988 wechselte er zu RC Lens. Von dort kehrte er nach einer Saison nach Toulon zurück. 
Von 1990 bis 1993 spielte er in Spanien bei CD Málaga und dem FC Villarreal. 1994 ging er nach Israel zu Maccabi Tel Aviv. Nach nur einer Spielzeit wechselte er zum Barcelona Sporting Club nach Ecuador, wo er nach einer Stippvisite bei seinem ehemaligen Club Gazélec FC Ajaccio seine Spielerkarriere 1997 beendete.

## Nationalspieler
Makanaky nahm 1988, 1990 und 1992 an der Fußball-Afrikameisterschaft teil und stand im Aufgebot der „unzähmbaren Löwen“ bei der Fußball-Weltmeisterschaft 1990, wo er mit Kamerun das Viertelfinale erreichte. Zwischen 1987 und 1993 bestritt er 14 Länderspiele, in denen er drei Tore erzielte. 

## Erfolge
- Ecuadorianischer Meister: 1995, 1997